# INTEGRATE
INTEGRATE（インテグレート）は、資生堂が2006年8月21日から資生堂フィティットを通じて展開している、セルフメーキャップブランドの名前である。資生堂のメガブランド構想第5弾。
この項では、サブブランドであるGRACY（旧：INTEGRATE GRACY）についても併せて説明する。
2024年7月からインテグレートのミューズは鈴木愛理が担当している。

## 概要
- INTEGRATEは、顔のパーツを「唇・瞳・まつ毛・眉・肌・指」の6つに分類し、それぞれのパーツにおける「理想の美しさ」を、優れた仕上がりや効果で簡単に実感できるメーキャップアイテムを発表するブランドを標榜している。
- INTEGRATEという名前には、「理想のパーツ美」を統合し「理想の美しさ」を実現、また「美」と「効果」の完全融合という想いが込められている。ちなみに「integrate」とは、英語で「統一する、融合する、積分する」という意味である。
- イメージモデルにハリウッド女優のアンジェリーナ・ジョリーを起用。これは開発時に想定した6つのパーツ毎の理想形を統合した顔が、結果としてアンジェリーナ・ジョリーに似ていたからである。なお、2008年秋から女優の真木よう子、2010年春からはモデルの岸本セシルを起用している（INTEGRATEのみ）。2015年からは岸本に加えて小松菜奈も起用している。
- まず第1弾として20～30代の団塊ジュニア世代の女性に向けた「INTEGRATE」を2006年8月21日に発売。さらに第2弾として、50代以降の幅広い年代層に向けた新ライン「INTEGRATE GRACY」を2007年8月21日に発売した。
- 今回の新ライン発売で、近年進めている同社のメガブランド構想により、事実上それまでの団塊ジュニア世代向けのff（フフ）と、団塊世代向けのSELFIT（セルフィット）が統合されたことになる（2ライン配置なのも、前身の名残である）。
- 当初は銀色と黒をブランドカラーとしてきたが、2010年2月発売の「ミネラルファンデーション」から「ミネラルシリーズ」は白地と赤、他は2010年8月発売の「レインボーグラデアイズ」から金地に黒（かつてのピエヌに近い）のデザインに順次変更されている。またブランドロゴも小変更された。
- INTEGRATEのキャッチコピーは「ラブリーに生きろ♥」、INTEGRATE GRACYのキャッチコピーは「その美しさ、前向き。」。
- 80年代中頃にも、同名のメーキャップブランドが存在した（イメージモデルは中山美穂、桐島かれん、今井美樹など）。当時は、現在のマキアージュのような位置づけの主力プロパーブランドであった。
- 2009年秋頃より、アクアレーベルと共に、一部の商品がコンビニエンスストア（ローソン・サークルKサンクス・ミニストップなど[1]）での取り扱いを開始。それに比例して、化粧惑星のブランド縮小が始まり、2011年9月をもって完全に切り替えられた。

- 2021年3月、グレイシィの新ミューズに菅野美穂を起用[2]。
- 2021年5月、「Meet“LOVELY”」をテーマに掲げ、ハローキティとコラボレーションした限定デザインパッケージのアイテム（全4品目・8品種）を発売[3]。

## “INTEGRATE”の商品ラインナップ〈2021年5月現在〉

### ベースメイク

#### 化粧下地
- すっぴんメイカー CCリキッド
- エアフィールメーカー
- スーパーキープベース
- ミネラルベース CC
- ミネラルベース BB

#### ファンデーション
- プロフィニッシュリキッド
- プロフィニッシュファンデーション
- 水ジェリークラッシュ
- ビューティーフィルターファンデーション
- スポッツコンシーラー
- フレッシュスキンメーカー
- フラットスキンメーカー N
- ファストスキンメーカー N

#### おしろい
- すっぴんメイカー CCパウダー
- スーパーキープパウダー

#### ポーチインシリーズ
- プロフィニッシュリキッド（ミニ）
- プロフィニッシュファンデーション（ミニ）
- ミネラルベースCC ミニ
- オールインワンエッセンス

### ポイントメイク

#### アイライナー
- スナイプジェルライナー
- スナイプジェルライナー（シャドウタッチ）
- スーパーキープリキッドライナー

#### アイブロー
- ナチュラルステイアイブロウ
- ニュアンスアイブローマスカラ
- ビューティートリックアイブロー
- ビューティーガイドアイブロー　N
- スリムアイブローペンシル
- アイブローペンシル N

#### マスカラ
- マツイクガールズラッシュ（フェミニンボリューム、おてんばカール、しなやかカール、お色気ロング、ピュアキープ）

#### アイシャドウ
- トリプルレシピアイズ
- ワイドルックアイズ
- トゥインクルバームアイズ
- ヌーディーグラデアイズ

#### リップカラー
- すっぴんメイカー チーク＆リップ
- ボリュームバームリップ N
- ジューシーバームグロス
- サクラドロップエッセンス
- サクラジェリーエッセンス
- リップフォルミングライナー

#### チーク
- すっぴんメイカー チーク＆リップ ※リップカラー兼用
- メルティーモードチーク
- チークスタイリスト
- フォルミングチークス

#### ネイル
- ネールズ N
- トップ＆ベースコート N
- ポケットネールセラム
- トリートメントネールリムーバー N

#### ポーチインシリーズ
- ボリュームバームリップ N ミニセット
- マツイクガールズラッシュ【お色気ロング】 ミニセット
- プチクレヨンアイブロー ミニセット
- プチクレヨンアイシャドー ミニセット

## “ GRACY”の商品ラインナップ〈2021年5月現在〉

### ベースメイク

#### 化粧下地
- 顔色アップベース
- プレミアムBBクリーム
- エッセンスパウダーBB
- エッセンスベースBB
- コンシーラー
- コントロールベース

#### BBクリーム
- プレミアムBBクリーム
- エッセンスパウダーBB
- エッセンスベースBB

#### ファンデーション
- プレミアムパクト
- モイストパクトEX
- ホワイトパクトEX
- モイストクリーム　ファンデーション
- ホワイトリキッドファンデーションN

#### おしろい
- ルースパウダー
- プレストパウダー
- エッセンスパウダーBB

### ポイントメイク

#### アイライナー
- くり出しアイライナー
- アイライナーペンシル

#### アイブロー
- くり出しアイブロー
- アイブローペンシル
- アイブローペンシル ソフト

#### マスカラ
- マスカラ

#### アイシャドー
- アイカラー

#### リップカラー
- プレミアムルージュ
- エレガンスCCルージュ
- リップライナーペンシル

#### チーク
- チークカラー

#### ネイル
- ネールカラー